# Дуга (Подгорица)
Дуга је насељено мјесто у граду Подгорици у Црној Гори. Према попису из 2023. било је 36 становника. Овдје се налази манастир Дуга Морачка.

## Демографија
У насељу Дуга живи 33 пунолетна становника, а просечна старост становништва износи 52,8 година (57,0 код мушкараца и 49,9 код жена). У насељу има 13 домаћинстава, а просечан број чланова по домаћинству је 1,92.
Становништво у овом насељу веома је хетерогено, а у последња три пописа, примећен је пад у броју становника.
|  |

| Демографија | Демографија | Демографија |
| Година      | Становника  | Становника  |
| ----------- | ----------- | ----------- |
|             |             |             |
|             |             |             |
|             |             |             |
|             |             |             |
| 1948.       | 161         |             |
| 1953.       | 147         |             |
| 1961.       | 121         |             |
| 1971.       | 130         |             |
| 1981.       | 80          |             |
| 1991.       | 36          | 31          |
| 2003.       | 34          | 34          |
|             |             |             |

| Етнички састав према попису из 2003.‍ | Етнички састав према попису из 2003.‍ | Етнички састав према попису из 2003.‍ | Етнички састав према попису из 2003.‍ | Етнички састав према попису из 2003.‍ |
| ------------------------------------ | ------------------------------------ | ------------------------------------ | ------------------------------------ | ------------------------------------ |
|                                      |                                      |                                      |                                      |                                      |
| Црногорци                            | Црногорци                            |                                      | 15                                   | 44,11%                               |
| Срби                                 | Срби                                 |                                      | 11                                   | 32,35%                               |
| Руси                                 | Руси                                 |                                      | 2                                    | 5,88%                                |
| непознато                            | непознато                            |                                      | 0                                    | 0,0%                                 |

| Година пописа     | 1948. | 1953. | 1961. | 1971. | 1981. | 1991. | 2003. |
| ----------------- | ----- | ----- | ----- | ----- | ----- | ----- | ----- |
| Број домаћинстава | 32    | 32    | 30    | 39    | 19    | 14    | 13    |

| Број чланова      | 1  | 2 | 3 | 4 | 5 | 6 | 7 | 8 | 9 | 10 и више | Просек |
| ----------------- | -- | - | - | - | - | - | - | - | - | --------- | ------ |
| Број домаћинстава | 13 | 8 | 2 | 1 | 1 | 0 | 1 | 0 | 0 | 0         | 0      |

| Пол    | Укупно | Неожењен/Неудата | Ожењен/Удата | Удовац/Удовица | Разведен/Разведена | Непознато |
| ------ | ------ | ---------------- | ------------ | -------------- | ------------------ | --------- |
| Мушки  | 13     | 4                | 5            | 4              | 0                  | 0         |
| Женски | 20     | 12               | 5            | 2              | 1                  | 0         |
| УКУПНО | 33     | 16               | 10           | 6              | 1                  | 0         |

| Пол    | Укупно                    | Пољопривреда, лов и шумарство | Рибарство                            | Вађење руде и камена | Прерађивачка индустрија       |
| ------ | ------------------------- | ----------------------------- | ------------------------------------ | -------------------- | ----------------------------- |
| Мушки  | 6                         | 0                             | 0                                    | 0                    | 1                             |
| Женски | 10                        | 0                             | 0                                    | 0                    | 0                             |
| УКУПНО | 16                        | 0                             | 0                                    | 0                    | 1                             |
| Пол    | Производња и снабдевање   | Грађевинарство                | Трговина                             | Хотели и ресторани   | Саобраћај, складиштење и везе |
| Мушки  | 0                         | 0                             | 0                                    | 1                    | 1                             |
| Женски | 0                         | 0                             | 1                                    | 0                    | 0                             |
| УКУПНО | 0                         | 0                             | 1                                    | 1                    | 1                             |
| Пол    | Финансијско посредовање   | Некретнине                    | Државна управа и одбрана             | Образовање           | Здравствени и социјални рад   |
| Мушки  | 0                         | 0                             | 1                                    | 0                    | 0                             |
| Женски | 0                         | 0                             | 0                                    | 0                    | 0                             |
| УКУПНО | 0                         | 0                             | 1                                    | 0                    | 0                             |
| Пол    | Остале услужне активности | Приватна домаћинства          | Екстериторијалне организације и тела | Непознато            | Непознато                     |
| Мушки  | 1                         | 0                             | 0                                    | 1                    | 1                             |
| Женски | 9                         | 0                             | 0                                    | 0                    | 0                             |
| УКУПНО | 10                        | 0                             | 0                                    | 1                    | 1                             |